# Ligue des champions de l'UEFA 1996-1997
Navigation
Édition précédente Édition suivante
La Ligue des Champions 1996-1997 a vu la victoire du Borussia Dortmund.
La compétition s'est terminée le 28 mai 1997 par la finale au Stade olympique à Munich.
Le nombre total de participants est limité à 24. Les clubs champions des championnats les plus faibles ne peuvent donc pas disputer la Ligue des champions et sont inscrits à la place en Coupe UEFA.

## Participants
|     | Italie   | France     | Espagne            | Allemagne         |
| --- | -------- | ---------- | ------------------ | ----------------- |
| 1er | AC Milan | AJ Auxerre | Atlético de Madrid | Borussia Dortmund |

|     | Pays-Bas       | Portugal | Angleterre        | Tenant du titre |
| --- | -------------- | -------- | ----------------- | --------------- |
| 1er | Ajax Amsterdam | FC Porto | Manchester United | Juventus        |

| Tour préliminaire | Tour préliminaire |
| --- | --- |
| - Belgique : FC Bruges - Grèce : Panathinaïkós - Russie : Alania Vladikavkaz - Turquie : Fenerbahçe SK - Danemark : Brøndby IF - Autriche : Rapid Vienne - Suède : IFK Göteborg - Suisse : Grasshopper Zürich | - République tchèque : Slavia Prague - Écosse : Rangers FC - Norvège : Rosenborg BK - Ukraine : Dynamo Kiev - Hongrie : Ferencváros TC - Roumanie : Steaua Bucarest - Pologne : Widzew Łódź - Israël : Maccabi Tel-Aviv |

## Tour préliminaire
Les huit clubs des championnats les mieux classés à l'indice UEFA sont exemptés de premier tour et directement qualifiés pour le tour principal. Les seize autres se disputent les huit places restant à pourvoir en phase de poules : les huit vainqueurs sont qualifiés tandis que les huit perdants disputent la Coupe UEFA.
| Équipe 1           | Résultat | Équipe 2           | Aller | Retour  |
| ------------------ | -------- | ------------------ | ----- | ------- |
| Maccabi Tel-Aviv   | 1 - 2    | Fenerbahçe         | 0 - 1 | 1 - 1   |
| Rangers FC         | 10 - 3   | Alania Vladikavkaz | 3 - 1 | 7 - 2   |
| Panathinaïkos      | 1 - 3    | Rosenborg BK       | 1 - 0 | 0 - 3ap |
| IFK Göteborg       | 4 - 1    | Ferencváros        | 3 - 0 | 1 - 1   |
| Widzew Łódź        | 4 - 4E   | Brøndby IF         | 2 - 1 | 2 - 3   |
| Grasshopper Zurich | 6 - 0    | Slavia Prague      | 5 - 0 | 1 - 0   |
| FC Bruges          | 2 - 5    | Steaua Bucarest    | 2 - 2 | 0 - 3   |
| Rapid Vienne       | 6 - 2    | Dynamo Kiev        | 2 - 0 | 4 - 2   |

## Phase de groupes
Les équipes sont réparties en quatre groupes de quatre équipes. Chaque équipe joue deux fois contre les trois autres équipes du groupe. Les deux premiers de chaque groupe sont qualifiés pour les quarts de finale.
En cas d'égalité dans un groupe au terme des six matchs, les critères suivants sont utilisés pour départager les équipes :
1. Confrontations directes
2. Buts marqués à l'extérieur dans les confrontations directes
3. Différence de buts totale

- Qualifié pour les quarts de finale

### Groupe A
| Rang | Équipe             | Pts | J | G | N | P | Bp | Bc | Diff |  | Résultats (▼ dom., ► ext.) |     |     |     |     |
| ---- | ------------------ | --- | - | - | - | - | -- | -- | ---- |  | -------------------------- | --- | --- | --- | --- |
| 1    | AJ Auxerre         | 12  | 6 | 4 | 0 | 2 | 8  | 7  | +1   |  | AJ Auxerre                 |     | 0-1 | 1-0 | 2-1 |
| 2    | Ajax Amsterdam     | 12  | 6 | 4 | 0 | 2 | 8  | 4  | +4   |  | Ajax Amsterdam             | 1-2 |     | 0-1 | 4-1 |
| 3    | Grasshopper Zurich | 9   | 6 | 3 | 0 | 3 | 8  | 5  | +3   |  | Grasshopper Zurich         | 3-1 | 0-1 |     | 3-0 |
| 4    | Rangers FC         | 3   | 6 | 1 | 0 | 5 | 5  | 13 | -8   |  | Rangers FC                 | 1-2 | 0-1 | 2-1 |     |

### Groupe B
| Rang | Équipe             | Pts | J | G | N | P | Bp | Bc | Diff |  | Résultats (▼ dom., ► ext.) |     |     |     |     |
| ---- | ------------------ | --- | - | - | - | - | -- | -- | ---- |  | -------------------------- | --- | --- | --- | --- |
| 1    | Atlético de Madrid | 13  | 6 | 4 | 1 | 1 | 12 | 4  | +8   |  | Atlético de Madrid         |     | 0-1 | 1-0 | 4-0 |
| 2    | Borussia Dortmund  | 13  | 6 | 4 | 1 | 1 | 14 | 8  | +6   |  | Borussia Dortmund          | 1-2 |     | 2-1 | 5-3 |
| 3    | Widzew Łódź        | 4   | 6 | 1 | 1 | 4 | 6  | 10 | -4   |  | Widzew Łódź                | 1-4 | 2-2 |     | 2-0 |
| 4    | Steaua Bucarest    | 4   | 6 | 1 | 1 | 4 | 5  | 15 | -10  |  | Steaua Bucarest            | 1-1 | 0-3 | 1-0 |     |

### Groupe C
| Rang | Équipe               | Pts | J | G | N | P | Bp | Bc | Diff |  | Résultats (▼ dom., ► ext.) |     |     |     |     |
| ---- | -------------------- | --- | - | - | - | - | -- | -- | ---- |  | -------------------------- | --- | --- | --- | --- |
| 1    | Juventus             | 16  | 6 | 5 | 1 | 0 | 11 | 1  | +10  |  | Juventus                   |     | 1-0 | 2-0 | 5-0 |
| 2    | Manchester United FC | 9   | 6 | 3 | 0 | 3 | 6  | 3  | +3   |  | Manchester United FC       | 0-1 |     | 0-1 | 2-0 |
| 3    | Fenerbahçe           | 7   | 6 | 2 | 1 | 3 | 3  | 6  | -3   |  | Fenerbahçe                 | 0-1 | 0-2 |     | 1-0 |
| 4    | Rapid Vienne         | 2   | 6 | 0 | 2 | 4 | 2  | 12 | -10  |  | Rapid Vienne               | 1-1 | 0-2 | 1-1 |     |

### Groupe D
| Rang | Équipe       | Pts | J | G | N | P | Bp | Bc | Diff |  | Résultats (▼ dom., ► ext.) |     |     |     |     |
| ---- | ------------ | --- | - | - | - | - | -- | -- | ---- |  | -------------------------- | --- | --- | --- | --- |
| 1    | FC Porto     | 16  | 6 | 5 | 1 | 0 | 12 | 4  | +8   |  | FC Porto                   |     | 3-0 | 1-1 | 2-1 |
| 2    | Rosenborg BK | 9   | 6 | 3 | 0 | 3 | 7  | 11 | -4   |  | Rosenborg BK               | 0-1 |     | 1-4 | 1-0 |
| 3    | AC Milan     | 7   | 6 | 2 | 1 | 3 | 13 | 11 | +2   |  | AC Milan                   | 2-3 | 1-2 |     | 4-2 |
| 4    | IFK Göteborg | 3   | 6 | 1 | 0 | 5 | 7  | 13 | -6   |  | IFK Göteborg               | 0-2 | 2-3 | 2-1 |     |

## Quarts de finale
| Équipe 1             | Résultat | Équipe 2           | Aller | Retour  |
| -------------------- | -------- | ------------------ | ----- | ------- |
| Borussia Dortmund    | 4 - 1    | AJ Auxerre         | 3 - 1 | 1 - 0   |
| Ajax Amsterdam       | 4 - 3    | Atlético de Madrid | 1 - 1 | 3 - 2ap |
| Rosenborg BK         | 1 - 3    | Juventus           | 1 - 1 | 0 - 2   |
| Manchester United FC | 4 - 0    | FC Porto           | 4 - 0 | 0 - 0   |

## Demi-finales
| Équipe 1          | Résultat | Équipe 2             | Aller | Retour |
| ----------------- | -------- | -------------------- | ----- | ------ |
| Borussia Dortmund | 2 - 0    | Manchester United FC | 1 - 0 | 1 - 0  |
| Ajax Amsterdam    | 2 - 6    | Juventus             | 1 - 2 | 1 - 4  |

## Finale
Pour la première fois de son histoire le Borussia Dortmund remporte la Ligue des Champions. L'équipe de Dortmund n'était pas donnée comme favorite de cette édition mais elle a pourtant triomphé grâce à de formidables individualités évoluant dans une équipe très homogène. La défense centrale composée de Kohler et Sammer était l'une des meilleures au monde. Devant, le sens du placement de Riedle a fait toute la différence. En fin de deuxième mi-temps c'est un jeune joueur, Lars Ricken, qui mit fin définitivement aux espoirs de la Juve emmenée par Deschamps, Zidane, Del Piero (qui marque d'ailleurs l'unique but juventino de la rencontre sur une talonnade) et Vieri. La Juve qui avait triomphé la saison précédente s'incline cette fois-ci. 
À cette occasion Lars Ricken devient le buteur le plus rapide (par rapport à son entrée en jeu) de l'histoire de la compétition : entré à la 70e minute, il marque le troisième but allemand seize secondes plus tard pour son premier ballon !
| Entraîneur :    |
| Ottmar Hitzfeld |

| Entraîneur :   |
| Marcello Lippi |

| Entraîneur :    |
| Ottmar Hitzfeld |

| Entraîneur :   |
| Marcello Lippi |